# Caribbean Princess
 (juillet 2010).
Le Caribbean Princess est un navire de croisière appartenant à la société Princess Cruises.
Ce navire est sorti des chantiers italiens de Fincantieri, en 2004.
Le Caribbean Princess est le sixième navire de la classe Grande classe de Princess Cruises, il possède 900 cabines et peut accueillir 3 100 passagers.
Il a été le premier navire de croisière à accueillir un cinéma en plein air, mais le navire a également comme différence de ne pas avoir de toit ouvrant au-dessus de la piscine contrairement à ses sister-ships, les Star Princess, Golden Princess et Grand Princess car celui-ci était initialement prévu pour naviguer uniquement dans les Caraïbes.

## Ponts
Le Caribbean Princess dispose de 13 ponts qui peuvent accueillir 3 100 passagers et 1 200 membres d'équipage

### Pont gala
Le pont gala dispose de l'infirmerie et de cabines

### Pont fiesta
Le pont fiesta dispose de :
- Cabines
- Bureau des excursions
- Bar "Lobby"
- Salle d'exposition des futures navires
- Galerie de photos
- Librairie
- Restaurant "Island"

### Pont promenade
Le pont promenade dispose de :
- Théâtre "Princess Lounge"
- Grand Casino
- Bar "Meridiam Bay"
- Bar "Calypso cove"
- Restaurant "Coral"
- Restaurant "Palm"

### Pont Emerald
Le pont Emerald est principalement constitué de cabines

### Pont Dolphin
Le pont Dolphin est principalement constitué de cabines

### Pont Caribe
Le pont Caribe est principalement constitué de cabines

### Pont Baja
Le pont Baja est principalement constitué de cabines

### Pont Aloha
Le pont Aloha est principalement constitué de cabines

### Pont Riviera
Le pont Riviera est principalement constitué de cabines et de la terrasse avec piscine

### Pont Lido
Le pont Lido dispose de :
- Cabines
- Piscine
- Jacuzzi
- Bar "Blackburn"
- Bar "Calypso"
- Terrasse "Horizon"

### Pont Sun
Le pont Sun est composé de :
- Spa "Lotus"
- Sauna
- Hammam
- Gymnasse
- Salle de massage
- Salon de beauté
- Suite Thermale
- The fun zone
- Bar

### Pont Sky
Le pont Sky dispose de :
- Piste de danse
- Toboggan

### Pont Star
Le pont Star est principalement composé du mini-golf.